# Велики Лондон
Шири Лондон (енгл. Greater London) је традиционална грофовија Енглеске.